# Texas' flag
Texas' flag består af et blåt vertikalt felt med en bredde som udgør en tredjedel af flagets længde og to lige horisontale felter, det øverste hvidt og den nederste rødt med en længde af to tredjedele af flagets længde. Midt i det blå felt står en hvid stjerne med fem spidser. Stjernen, som har en af spidserne pegende opad, er placeret i en imaginær cirkel med en diameter som skal være tre fjerdedele af det blå felts bredde. De røde og blå farver er de samme som i USA's flag. Flaget er i størrelsesforholdet 2:3. 
Flaget er kendt som "Lone Star Flag" og har givet Texas tilnavnet "Lone Star State". Flaget blev introduceret 28. december 1838 i Republikken Texas kongres af senator William H. Wharton. Det blev antaget 24. januar 1839 som Republikken Texas' nationalflag. Da Texas blev USA's 28. delstat 29. december 1845 blev det delstatsflag. 
Farverne i Texas' flag symboliserer; blå står for loyalitet, hvidt for styrke og rødt symboliserer tapperhed.
Texas' flag ligner Chiles flag .
Det var i øvrigt danskeren Charles Zanco (født og opvokset i Randers, Midtjylland), der tilføjede stjernen i Texas' flag.